# Vantaan TAFT 2022
Questa voce raccoglie le informazioni riguardanti i Vantaan TAFT nelle competizioni ufficiali della stagione 2022.

## I-divisioona 2022

### Stagione regolare
| Pori 16 luglio 2022, ore 14:00 1ª giornata | Pori Bears  | 6 – 21 (0-0 0-14 6-7 0-0) referto | Vantaan TAFT | Porin urheilukeskus\| Arbitro: \| Schroederus \| |
| Arbitro:                                   | Schroederus |                                   |              |                                                  |

| Vantaa 23 luglio 2022, ore 18:30 2ª giornata | Vantaan TAFT | 28 – 56 (14-14 0-14 14-22 0-6) referto | Wasa Royals | Myyrmäen jalkapallostadion |

| Vantaa 31 luglio 2022, ore 19:00 3ª giornata | Vantaan TAFT | 21 – 7 (7-7 7-0 7-0 0-0) referto | Tampere Saints | Myyrmäen jalkapallostadion (202 spett.) |

| Vantaa 6 agosto 2022, ore 15:00 4ª giornata | Vantaan TAFT  | 21 – 0 (7-0 7-0 7-0 0-0) referto | Pori Bears | Tikkurilan urheilupuisto (140 spett.)\| Arbitro: \| M. Makarainen \| |
| Arbitro:                                    | M. Makarainen |                                  |            |                                                                      |

| Vaasa 13 agosto 2022, ore 14:00 5ª giornata | Wasa Royals | 55 – 14 (14-0 14-7 7-7 20-0) referto | Vantaan TAFT | Kaarlen kenttä (250 spett.)\| Arbitro: \| J. Kalevo \| |
| Arbitro:                                    | J. Kalevo   |                                      |              |                                                        |

| Tampere 20 agosto 2022, ore 17:30 6ª giornata | Tampere Saints | 36 – 19 (0-0 7-13 7-6 22-0) referto | Vantaan TAFT | Pyynikin urheilukenttä (243 spett.)\| Arbitro: \| J. Kalevo \| |
| Arbitro:                                      | J. Kalevo      |                                     |              |                                                                |

## Statistiche di squadra
| Competizione | %Vittorie | In casa | In casa | In casa | In casa | In casa | In casa | In trasferta | In trasferta | In trasferta | In trasferta | In trasferta | In trasferta | Totale | Totale | Totale | Totale | Totale | Totale |
| Competizione | %Vittorie | G       | V       | N       | P       | Pf      | Ps      | G            | V            | N            | P            | Pf           | Ps           | G      | V      | N      | P      | Pf     | Ps     |
| ------------ | --------- | ------- | ------- | ------- | ------- | ------- | ------- | ------------ | ------------ | ------------ | ------------ | ------------ | ------------ | ------ | ------ | ------ | ------ | ------ | ------ |
| Campionato   | .500      | 3       | 2       | 0       | 1       | 70      | 63      | 3            | 1            | 0            | 2            | 54           | 97           | 6      | 3      | 0      | 3      | 124    | 160    |
| Totale       | .500      | 3       | 2       | 0       | 1       | 70      | 63      | 3            | 1            | 0            | 2            | 54           | 97           | 6      | 3      | 0      | 3      | 124    | 160    |

## Statistiche personali

### Marcatori
| Giocatore     | Ruolo | TD rush | TD recv | TD int | TD p.ret | TD k.ret | TD oth | Xp1 | Xp2 | FG | Saf | Totale |
| ------------- | ----- | ------- | ------- | ------ | -------- | -------- | ------ | --- | --- | -- | --- | ------ |
| M. Hyytiainen |       | 0       | 7       | 0      | 0        | 1        | 0      | 0   | 0   | 0  | 0   | 48     |
| K. Tuomi      |       | 0       | 3       | 0      | 0        | 0        | 1      | 0   | 0   | 0  | 0   | 24     |
| L. Minkkinen  |       | 0       | 0       | 0      | 0        | 0        | 0      | 15  | 0   | 0  | 0   | 15     |
| S. Juuri      |       | 0       | 2       | 0      | 0        | 0        | 0      | 0   | 0   | 0  | 0   | 12     |
| J. Arminen    |       | 0       | 0       | 1      | 0        | 0        | 0      | 0   | 0   | 0  | 0   | 6      |
| R. Khalifa    |       | 0       | 0       | 1      | 0        | 0        | 0      | 0   | 0   | 0  | 0   | 6      |
| J. Lindholm   |       | 1       | 0       | 0      | 0        | 0        | 0      | 0   | 0   | 0  | 0   | 6      |
| J. Luiro      |       | 0       | 1       | 0      | 0        | 0        | 0      | 0   | 0   | 0  | 0   | 6      |
| A. Tapola     |       | 1       | 0       | 0      | 0        | 0        | 0      | 0   | 0   | 0  | 0   | 6      |

### Passer rating
| Giocatore | G | Att | Comp | Int | Yds  | TD | NFL   | NCAA   |
| --------- | - | --- | ---- | --- | ---- | -- | ----- | ------ |
| T. Khodir | 6 | 179 | 84   | 12  | 1068 | 13 | 62,33 | 107,60 |